# Григорій III (патріарх Константинопольський)
Григорій III Мамма (грец. Γρηγόριος Γ΄ Μαμμής розум. 1459, Рим) — константинопольський патріарх з 1443 по 1450 рік. Також відомий за прізвиськами Меліссіно і Стратігопул, так як був нащадком цих вельми знатних у Візантії родин.

## Біографія
Близько 1420 року прийняв чернечий постриг. У 1437 році став духівником візантійського імператора Іоанна VIII і підтримував його політику щодо укладення унії з Римо-католицькою церквою з метою отримання Візантією допомоги від Заходу в боротьбі з турками. З січня 1439 року став протосинкелом.
Григорій III Мамма, будучи прихильником унії Візантії з Римом, був присутній на Ферраро-Флорентійському соборі як представник Філофея Олександрійського і палко захищав необхідність церковного єднання між Сходом і Заходом. Така позиція була розцінена багатьма як зрада православної церкви, що ініціювало проти нього сильне невдоволення віруючих, і він змушений був втекти у Рим, де і помер в 1459 році.
Разом з митр. Віссаріоном Нікейським виступав проти Марка Ефеського. Написав «Апологія проти сповідання Марка Ефеського» і «Відповідь на окружне послання того ж Марка». Тут він намагається довести, що визначення флорентійського собору узгодженні з вченням древніх отців і вчителів церкви. Також відомо його послання до трапезундськомго імператора: «Про додавання у символі віри», подібне за змістом з аналогічними творами інших, схильних до унії, грецьких богословів. Використовував аргументацію, схожу з аргументацією в творах константинопольського патріарха Іоанна XI Веккоса (1275—1282). Григорій вважається автором постанови Ферраро-Флорентійського Собору й імператорського послання до Олександрії, яке він відвіз по завершенні Собору.
Відомі також його твори про опрісноки, про блаженство святих і про владу римського папи. Твори його були надруковані у патрології Міня, «Patrologia graeca» (том 160).
За цей час зберігся патріарший хрест Григорія III Мамми.